# 第一次蘇聯南極遠征
第一次南極探險是於1955年至1957年的蘇聯南極遠征，由米哈伊爾·索莫夫領導，包括127位遠征隊員、75位其他人員。
以三艘柴電動力船作為運輸工具，分別是「鄂畢」號、「勒拿」號和冷凍船「七」號，前兩艘為載運人員的破冰船，最後一艘為補給運輸艦。「鄂畢」號於1955年11月30日從加里寧格勒出發。
他們的首要任務是建立南極主基地米爾內站，用來進行簡單的科學實驗。其他任務包括偵查沃斯托克站和蘇維埃站建立位置、印度洋水文資料等。

## 外部連結
- （俄文）第一次南極探險歷史